# Galina Sacharowna Bykowa
Galina Sacharowna Bykowa (russisch Галина Захаровна Быкова; * 8. Juli 1928 in Moskau; † 23. Januar 2017 ebenda) war eine sowjetisch-russische Restauratorin und Künstlerin.

## Leben
Bykowa studierte 1948–1953 an der Malerei-Fakultät der Kunstgewerbe-Hochschule Moskau, die ursprünglich als Zeichenschule von Sergei Grigorjewitsch Stroganow gegründet worden war und zwischenzeitlich das Höhere Künstlerisch-Technische Institut war.
Ab 1953 arbeitete Bykowa als Kunst-Restauratorin in der Abteilung für altrussische Malerei der Staatlichen Zentralen Restaurationswerkstatt (GZChRM). 1957 wechselte sie in das neue Moskauer Allunionszentralforschungslaboratorium für Konservierung und Restaurierung von Museumsschätzen (WZNILKR), dessen wissenschaftlicher Vizedirektor 1960 Wiktor Wassiljewitsch Filatow wurde und das Anfang der 1970er Jahre das später nach Igor Emmanuilowitsch Grabar benannte Allrussische Forschungsinstitut für Restauration wurde. Ab 1961 arbeitete sie in der Abteilung für Tempera-Malerei und leitete ab 1982 die Abteilung für Restaurierung altrussischer Malerei und Miniaturmalerei (bis 2009).
Ab 1958 hatte sich Bykowa als Bildhauerin an Moskauer, Allrussischen und Allunionsausstellungen beteiligt. Sie schuf Wand-Mosaiken für die Metro-Station Kiewskaja und 1953–1956 die Wandbilder Sabaikalje und Priamurje.
Bykowa restaurierte eine Vielzahl von byzantinischen und altrussischen Ikonen, darunter zwei enkaustische Ikonen und eine wundertätige Ikone. Sie restaurierte auch Gemälde von Künstlern der Künstlervereinigung Mir Iskusstwa, von Walentin Alexandrowitsch Serow, Wiktor Elpidiforowitsch Borissow-Mussatow, Alexander Jakowlewitsch Golowin und Nicholas Roerich.
2012–2017 war Bykowa Mitglied der Sektion für Restaurierung von Museumsobjekten des Präsidiums des Rats für Wissenschaft und Methodik des kulturellen Erbes des Ministeriums für Kultur der Russischen Föderation.

## Ehrungen
- Verdiente Kulturarbeiterin der RSFSR (1979)[6]
- Staatspreis der Russischen Föderation im Bereich Wissenschaft und Technik (1994) für die Entwicklung einer Methode der wissenschaftlichen Restaurierung von Pergament-Handschriften und die Restaurierung einzigartiger Handschriften aus russischen Sammlungen[7]